# Francesco Aguglia
Francesco Aguglia (Napoli, 9 gennaio 1852 – Roma, 14 aprile 1921) è stato un avvocato, magistrato e politico italiano.

## Biografia
Laureato in giurisprudenza a Napoli, è stato pretore al III mandamento di Roma e giudice al tribunale di Napoli. Si dedica in seguito alla libera professione di avvocato per poter partecipare in libertà alla vita politica. È stato consigliere provinciale di Roma per il mandamento di Frascati, deputato per sette legislature (dal 1892 al 1919), senatore a vita dal 1919. 
Ha presieduto il consiglio di amministrazione del fondo per il culto.